# Ralph Clark

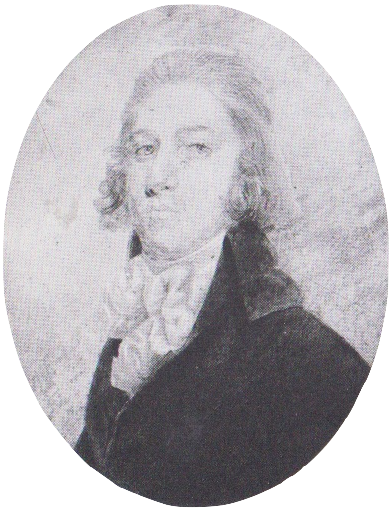
Ralph Clark

Ralph Clark (* 30. März 1762 in Edinburgh, Schottland; † 18. Juni 1794 vor den Westindischen Inseln) war ein britischer Marineoffizier und Verfasser von Tagebüchern, in denen er das Leben und die Ereignisse in den ersten Jahren der Sträflingskolonie Australien festhielt. Seine schriftlichen Hinterlassungen sind im Oktober 2009 in die Liste des UNESCO-Weltkulturerbes eingetragen worden.

## Frühe Jahre
Ralph Clark war der Sohn von George Clark, ein Butler, und seiner Frau Ann, geborene Man. Er schlug eine militärische Laufbahn ein und wurde am 25. August 1779 zum Second Lieutenant der Royal Marines befördert. Nach dem Amerikanischen Unabhängigkeitskrieg lebte er in London, bevor er Dienst in der Portsmouth Division leistete, eine Einheit der Marineinfanterie.
Am 23. Juni 1784 heiratete er Alicia Betsy, geborene Trevan. Clark schiffte sich als Freiwilliger auf der Friendship in der First Fleet ein, die im Mai 1787 in Großbritannien ablegte. Er hatte zuvor mehrmals erfolglos die Mitnahme seiner Ehefrau mit Sohn beantragt. Die Friendship, das kleinste Schiff der First Fleet, transportierte 76 männliche und 21 weibliche Sträflinge.

## Sträflingskolonie Australien
Die Tagebücher und Briefe von Clark, einige Dokumente und ein Miniaturporträt, vermutlich seine Frau, wurden im Juli 1914 von der Mitchell Library in Sydney erworben. Die Tagebücher wurden erst 1981 veröffentlicht und stehen inzwischen online zur Verfügung. Seine schriftlichen Hinterlassungen bestehen aus zwei Tagebüchern, die sich über fünf Jahre erstrecken, und aus einer Sammlung von Briefen. Da es eine zeitliche Lücke in den Tagebüchern gibt, wird angenommen, dass ein Tagebuch fehlt. Die Tagebücher enthalten häufig Rechtschreibfehler, unklare Kommasetzung und Formulierungen in Redensart.
Seine Aussagen über die Ereignisse beim Aufbau der Kolonie in Sydney und auf Norfolk Island werden als bedeutsam, informativ und aufschlussreich eingeschätzt. Die Tagebücher geben auch Aufschluss über seine Beziehung zu seiner Frau und seinem Sohn. Die schriftlichen Unterlagen waren von ihm nicht für eine Veröffentlichung bestimmt.
Ralph Clark berichtet in den Tagebüchern laufend auch über seinen Gesundheitszustand. Es ist aber auch erkennbar, dass Clark pflichtbewusst und kompetent handelte. Sein jeweiliger Tagesablauf ist detailliert dargestellt. Eine Liste über die Sträflinge auf der Friendship ist überaus detailliert von ihm angelegt worden. Sie enthält den Namen, Alter, Beruf, Verbrechen, Strafe, Jahr und Gerichtsort des Urteils, Geburtsort und ggf. den Transfer von weiblichen Sträflingen auf andere Schiffe.
Die Briefe, die er verfasste, zeigen, dass er durchaus in der Lage war, Texte grammatikalisch korrekter und durchdachter als seine Verschriftlichung in den Tagebücher zu formulieren.
In seiner dienstfreien Zeit ging er zum Fischen und auf die Jagd. Er sammelte Schmetterlinge, stopfte Vögel und Tiere aus, um sie nach Großbritannien zu senden. Er hatte Interesse am konkreten Leben und an den Gewohnheiten der Aborigines. Diese schätzten ihn.
Ralph Clark wurde zum Mitglied des kolonialen Strafgerichts verpflichtet. Die Teilnahme an den Verhandlungen hasste er. Diesem Gericht stand Major Robert Ross vor. Das Gericht setzte sich nur aus Offizieren der Royal Marines zusammen, darunter waren William Dawes, mit dem er lebenslang befreundet war, und Watkin Tench.

## Norfolk Island
Nach dem Ableben von Captain Shea im Februar 1789, ernannte ihn Major Robert Ross vorläufig zum Lieutenant und bestimmte ihn zum Teilnehmer der ersten Schiffsreise nach Norfolk Island, wo im Auftrag von Arthur Phillip eine weitere Sträflingskolonie gegründet werden sollte. Sydney verließ er auf der HMS Sirius und kam am 6. März 1788 in Norfolk Island an. Er unterstand dem Kommando von Philip Gidley King, einem späteren Gouverneur von New South Wales. Ross hatte ihn zum Quartermeister und Verwalter des Lagers an der Sydney Bay auf Norfolk Island ernannt. Später beauftragte er ihn eine Siedlung Charlotte Field zu errichten. Er leitete die Arbeit der Landrodungen und legte die Grundlage zur Gründung des Dorfes Queensborough. Durch die Art und Weise, wie er sich verhielt, war er auch ein anerkannter Vermittler bei Streitigkeiten. Auf dieser Insel blieb Ralph Clark bis zum 19. November 1791.
Auf Norfolk Island hatte Clark ein Verhältnis mit dem weiblichen Sträfling Mary Branham. Sie brachte am 23. Juli 1791 auf Norfolk Island ein Kind zur Welt, das den Namen Alicia erhielt, den Namen seiner Ehefrau.

## Rückkehr nach Großbritannien
Nachdem er Norfolk Island verlassen hatte, schiffte er sich mit einer Gruppe von Royal Marines in Sydney auf der HMS Gordon ein. In Großbritannien kam er im Juni 1792 an. Dort wurde er im September offiziell zum Lieutenant ernannt. Er musste am 6. Dezember seinen Dienst quittieren und wurde auf Halbsold gesetzt. Mit dem Beginn des Ersten Koalitionskriegs trat wieder in den aktiven Dienst ein.
Seine Ehefrau starb im Jahr 1794, sie wusste vermutlich nichts über das uneheliche Kind. Im gleichen Jahr starb auch der Sohn von Ralph Clark vor den Westindischen Inseln an Gelbfieber. Ralph Clark starb auf dem gleichen Schiff zwölf Tage später.

## Ehrungen

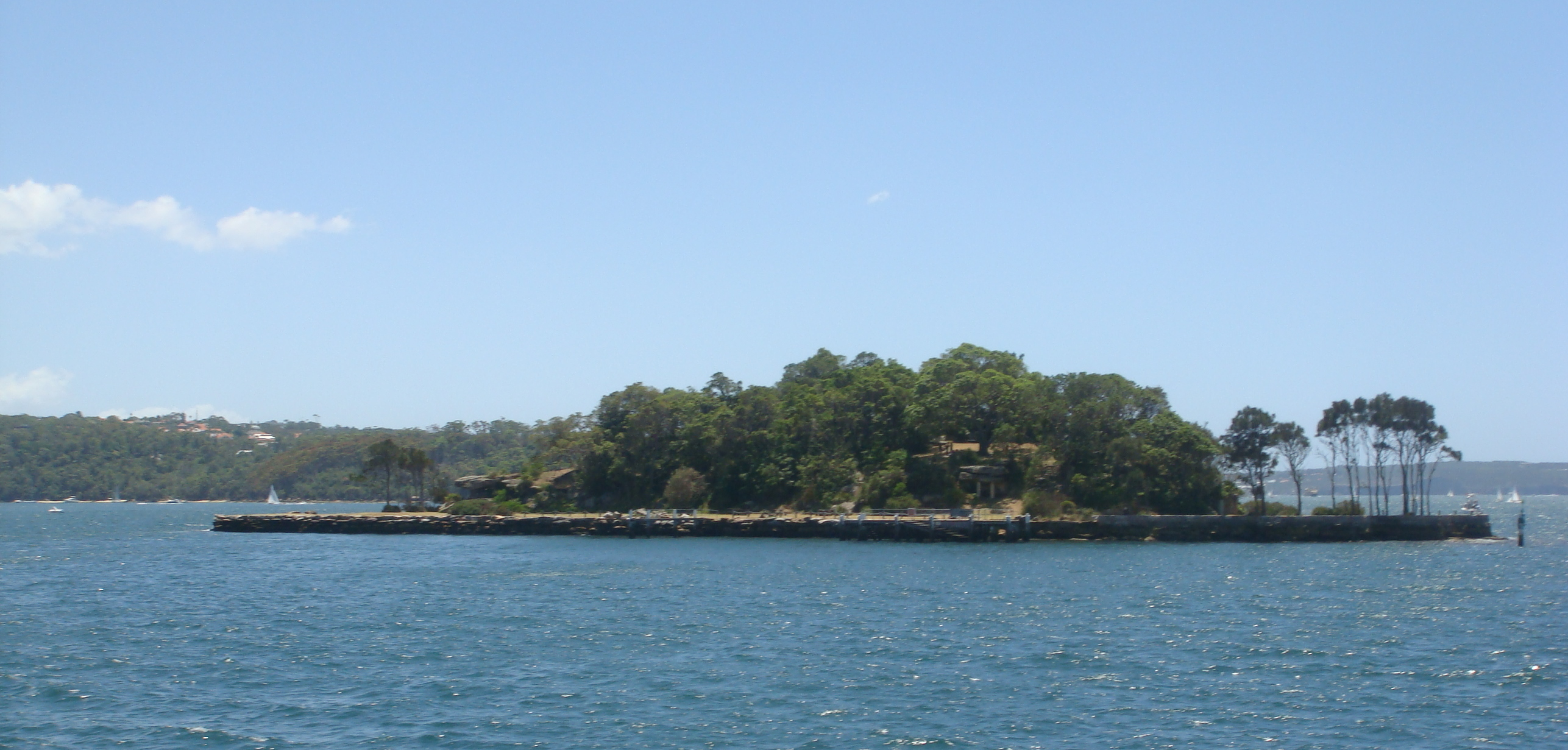
Clark Island im Hafen von Sydney

Clark Island, im Hafen von Sydney, ist nach ihm benannt. Dort durfte er in der ersten Zeit der Kolonie aufgrund der gering bemessenen Essensrationen einen Gemüsegarten anlegen. Dies war anderen Offizieren auch erlaubt. Die Gartenpflege verrichteten Sträflinge. Allerdings soll die Ernte stets kurz vor der letzten Reife von Sträflingen, Aborigines und Soldaten gestohlen worden sein. Er resignierte und gab den Gartenbau auf der Insel auf.
Die Dokumente von Ralph Clark wurden am 15. Oktober 2009 in die Liste des UNESCO-Weltkulturerbes eingetragen.